# جيمي روبا
جيمي روبا (بالإنجليزية: Jamie Robba)‏ (26 أكتوبر 1991 بجبل طارق في المملكة المتحدة - ) هو لاعب كرة قدم بريطاني في مركز حراسة المرمى. شارك مع منتخب جبل طارق لكرة القدم. أما مع النوادي، فقد لعب مع نادي أوروبا وLynx F.C. ‏ وبونتيت جراند أفينيون 84 ‏ وReal Balompédica Linense ‏.

## وصلات خارجية
- جيمي روبا على موقع الاتحاد الأوربي (الإنجليزية)
- جيمي روبا على موقع قاعدة بيانات كرة القدم.إي يو (الإنجليزية)
- جيمي روبا على موقع ناشيونال فوتبول تيمز (الإنجليزية)
- جيمي روبا على موقع Soccerway.com (الإنجليزية)
- جيمي روبا على موقع عالم كرة القدم.نت (الإنجليزية)